# Coeliccia rotundata
Coeliccia rotundata là loài chuồn chuồn trong họ Platycnemididae. Loài này được Asahina mô tả khoa học đầu tiên năm 1984.